# Мануйлівська сільська рада (Маловисківський район)
| Мануйлівська сільська рада — колишній орган місцевого самоврядування у Маловисківському районі Кіровоградської області з адміністративним центром у с. Мануйлівка. Сільській раді підпорядковані населені пункти: - с. Мануйлівка - с. Лутківка |

## Склад ради
Рада складалася з 12 депутатів та голови.

### Керівний склад ради
| ПІБ                        | Основні відомості                                                         | Дата обрання | Дата звільнення |
| -------------------------- | ------------------------------------------------------------------------- | ------------ | --------------- |
| Баранік Михайло Михайлович | Сільський голова, 1972 року народження, освіта, безпартійний              | 26.03.2006   | 31.10.2010      |
| Баранік Михайло Михайлович | Сільський голова, 1972 року народження, освіта вища, член Партії регіонів | 31.10.2010   |                 |

Примітка: таблиця складена за даними джерела

## Населення
Згідно з переписом УРСР 1989 року чисельність наявного населення сільської ради становила 1208 осіб, з яких 512 чоловіків та 696 жінок.
За переписом населення України 2001 року в сільській раді мешкали 1122 особи.

### Мова
Розподіл населення за рідною мовою за даними перепису 2001 року:
| Мова       | Відсоток |
| ---------- | -------- |
| українська | 98,13 %  |
| російська  | 1,70 %   |
| молдовська | 0,18 %   |